# حرفي (حوسبة)
في علم الحاسوب، الحَرْفِيّ أو الكائن الحرفي (بالإنجليزية: Literal)‏ هو تدوين لتمثيل قيمة ثابتة في النص المصدري. تحتوي جميع لغات البرمجة تقريبًا على تدوينات للقيم الذرية مثل الأعداد الصحيحة، وحسابات الفاصلة المتحركة، والسلاسل، وعادةً للبوليان والمحرف؛ يحتوي بعضها أيضًا على تدوينات لعناصر الأنواع التي تم تعدادها والقيم المركبة مثل المصفوفات والسجلات والكائن. الدالة المجهولة هي كائن حرفي لنوع الدالة.
- المتغيرات أو الثوابت هي رموز يمكن أن تأخذ واحدة من فئة القيم الثابتة، حيث يتم تقييد الثابت بعدم التغيير. غالبًا ما يتم استخدام الحرفيات لتهيئة المتغيرات، على سبيل المثال في ما يلي، 1 هو حرفي صحيح، وسلسلة الأحرف الثلاثة في "cat" هي سلسلة حرفيات :int a = 1;
string s = "cat";
في تحليل المفردات،

في بعض اللغات الموجهة للكائنات (مثل ECMAScript)، يمكن أيضًا تمثيل الكائنات بالحروف. يمكن تحديد هذا الكائن باستخدام القيم الحرفية للوظيفة. تدوين الأقواس أدناه، والذي يستخدم أيضًا دالة مجهولة، هنا نموذج لحرف الكائن:
```
{
"cat"
,
 
"dog"
}

{
name
:
 
"cat"
,
 
length
:
 
57
}

```